# NGC 782
NGC 782 é uma galáxia espiral barrada (SBb) localizada na direcção da constelação de Eridanus. Possui uma declinação de -57° 47' 27" e uma ascensão recta de 1 horas, 57 minutos e 40,1 segundos.
A galáxia NGC 782 foi descoberta em 27 de Outubro de 1834 por John Herschel.